# حزب لیبرترین کانادا
حزب لیبرترین کانادا (به فرانسوی: Parti libertarien du Canada‎) یک حزب سیاسی فدرال در کشور کانادا است که در سال ۱۹۷۳ تأسیس شده‌است. این حزب مشترک اصول کلاسیک لیبرال جنبش لیبرترینیسم در سراسر کانادا است. مأموریت حزب کاهش اندازه، دامنه و هزینه دولت است. سیاست‌های مورد حمایت حزب شامل پایان دادن به منع مصرف مواد مخدر، پایان دادن به سانسور دولت، کاهش مالیات، حمایت از حقوق اسلحه و عدم مداخله جویی است.

## تاریخچه
این حزب در ۷ ژوئیه ۱۹۷۳ توسط بروس ایووی (که اولین رئیس آن شد) و هفت حزب دیگر تأسیس شد. ایووی در انتخابات سال ۱۹۷۴ نانوفق بود. این حزب با شرکت بیش از پنجاه نامزد در انتخابات فدرال سال ۱۹۷۹ به وضعیت ثبت شده دست یافت.
این حزب خود را حزب چهارم کانادا در دهه ص۹۸۰ توصیف کرد، اما از آن زمان توسط احزاب جدیدی مانند بلوک کبکوا و حزب سبز کانادا جابجا شده‌است. این حزب هنگامی که در سال ۱۹۸۷ تشکیل شد از عضویت در حزب اصلاحات کانادا خودداری کرد. بسیاری از آزادیخواهان نیز جذب احزاب محافظه کار پیشرو استانی شدند که در طی دهه ۱۹۹۰ در انتاریو تحت نظر مایک هریس و در آلبرتا تحت رهبری رالف کلاین به سمت راست حرکت کردند. کاهش عضویت و منابع حزب منجر به این شد که انتخابات کانادا بلافاصله قبل از انتخابات فدرال ۱۹۹۷، هنگامی که حزب موفق به ثبت حداقل پنجاه نامزد مورد نیاز برای حفظ ثبت نام خود نشد، وضعیت خود را به عنوان یک حزب ثبت شده از بین برد.
ژان سرژ بریسون از ۲۲ مه ۲۰۰۰ تا ۱۸ مه ۲۰۰۸ حزب را رهبری می‌کرد، زمانی که دنیس یانگ جانشین او شد. جوان، آلان مرسر، رئیس حزب مستعفی حزب را برای رهبری شکست داد. ساوانا لینکلیتر به عنوان معاون رهبر انتخاب شد. در ماه مه ۲۰۱۱، کاترینا چائو به عنوان رهبر حزب لیبرتاریان انتخاب شد. در ماه مه ۲۰۱۴، تیم مون به عنوان رهبر حزب لیبرتاریان انتخاب شد.
در انتخابات فدرال ۲۰۱۵، این حزب ۷۲ کاندیدا را معرفی کرد و موقعیت خود را با ۵۰۰ پله صعود نسبت به انتخابات ۲۰۱۱، به عنوان حزب ششم فدرال در کانادا تثبیت کرد.
کنوانسیون بعدی حزب لیبرترین فدرال کانادا از ۵ ژوئیه تا ۷ ژوئیه ۲۰۱۸ در اتاوا برگزار شد و در چهل و پنجمین سالگرد حزب به نتیجه رسید.
در ۱۷ سپتامبر، مون اعلام کرد که در حال بررسی ادغام حزب لیبرتاریان با حزب تازه تأسیس خلق کانادا به رهبری ماکسیم برنیه، نماینده سابق محافظه کار است. موضوع این است که در یک تاریخ مشخص نشده برای رأی دادن به یک حزب قرار گیرد.

## نتایج انتخابات
| انتخابات | رهبر             | نامزدهای         | رای              | سهم آرا popular عمومی | اشتراک در مسابقات مسابقه ای |
| -------- | ---------------- | ---------------- | ---------------- | --------------------- | --------------------------- |
| ۱۹۷۹     | الکس ایگلشام     | ۶۰ از ۲۸۲        | ۱۶٬۰۴۲           | ۰٫۱۳٪                 | ۰٫۵۸٪                       |
| ۱۹۸۰     | خالی             | ۵۸ از ۲۸۲        | ۱۴۶۵۶            | ۰٫۱۳٪                 | ۰٫۵۸٪                       |
| ۱۹۸۴     | ویکتور لوئیس     | ۷۲ از ۲۸۲        | ۲۳٬۵۱۴           | ۰٫۱۹٪                 | ۰٫۷۱٪                       |
| سال ۱۹۸۸ | دنیس کوریگان     | ۸۸ از ۲۹۵        | ۳۳٬۱۸۵           | ۰٫۲۵٪                 | ۰٫۷۵٪                       |
| ۱۹۹۳     | هلیارد کاکس      | ۵۲ از ۲۹۵        | ۱۴٬۶۳۰           | ۰٫۱۲٪                 | ۰٫۵۸٪                       |
| ۱۹۹۷     | مورد اعتراض نیست | مورد اعتراض نیست | مورد اعتراض نیست | مورد اعتراض نیست      | مورد اعتراض نیست            |
| ۲۰۰۰     | مورد اعتراض نیست | مورد اعتراض نیست | مورد اعتراض نیست | مورد اعتراض نیست      | مورد اعتراض نیست            |
| ۲۰۰۴     | ژان سرژ بریسون   | ۸ از ۳۰۸         | ۱٬۹۴۹            | ۰٫۰۲٪                 | ۰٫۵۲٪                       |
| ۲۰۰۶     | ژان سرژ بریسون   | ۱۰ از ۳۰۸        | ۳٬۰۰۲            | ۰٫۰۲٪                 | ۰٫۵۷٪                       |
| ۲۰۰۸     | دنیس یانگ        | ۲۸ از ۳۰۸        | ۷٬۳۰۰            | ۰٫۰۵٪                 | ۰٫۵۷٪                       |
| ۲۰۱۱     | دنیس یانگ        | ۲۳ از ۳۰۸        | ۶٬۰۱۷            | ۰٫۰۴٪                 | ۰٫۵۰٪                       |
| ۲۰۱۵     | تیم مون          | ۷۲ از ۳۳۸        | ۳۷۴۰۷            | ۰٫۲۱٪                 | ۰٫۹۳٪                       |
| ۲۰۱۹     | تیم مون          | ۲۴ از ۳۳۸        | ۸٬۲۸۱            | ۰٫۰۵٪                 | ۰٫۶۱٪                       |

این حزب همچنین تعدادی از نامزدها را برای شرکت در انتخابات میان دوره ای معرفی کرد:
- انتخابات میان دوره ای ۱۹۸۰: ۱
- انتخابات میان دوره ای ۱۹۸۱: ۱
- انتخابات میان دوره ای ۱۹۸۲: ۱
- انتخابات میان دوره ای ۱۹۹۰: ۲
- انتخابات میان دوره ای ۱۹۹۵: ۱
- انتخابات میان دوره ای سال ۲۰۰۸: ۱
- انتخابات میان دوره ای ۲۰۱۰: ۱
- انتخابات میان دوره ای ۲۰۱۲: ۳
- انتخابات میان دوره ای سال ۲۰۱۳: ۳
- انتخابات میان دوره ای ۲۰۱۴: ۲
- انتخابات میان دوره ای ۲۰۱۶: ۱
- انتخابات میان دوره ای سال ۲۰۱۷: ۴

منابع
اخبار حزب آزادیخواه کانادا (ژوئیه / اوت ۱۹۷۴). 4. 1979-2006. "تاریخچه سوابق انتخابات فدرال پارلمان کانادا از سال ۱۸۶۷".

## رهبران

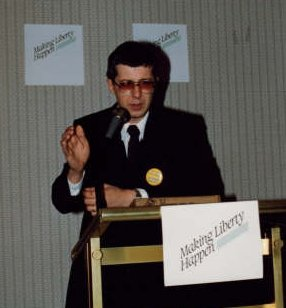
جورج دنس

| نه   | رهبر               | سالهای اداره            |
| ---- | ------------------ | ----------------------- |
| ۱    | م. بروس اوی        | ۱۹۷۳–۱۹۷۴               |
| ۲    | چارلز "چاک" لیال   | ۱۹۷۴–۱۹۷۶               |
| ۳    | رون بیلی           | ۱۹۷۶–۱۹۷۸               |
| ۴    | الکس ایگلشام       | ۱۹۷۸–۱۹۷۹               |
| ۵    | لیندا قابیل        | ۱۹۸۰–۱۹۸۲               |
| ۶    | نیل رینولدز        | مه ۱۹۸۲–۱۹۸۳            |
| ۷    | ویکتور لوئیس       | ۱۹۸۳–۱۹۸۷               |
| ۸    | دنیس کوریگان       | ۱۹۸۷–۱۹۹۰               |
| ۹    | استانیسلاو تیمیسکی | ۱۹۹۰–۱۹۹۱               |
| ۱۰   | جورج دنس           | ۱۹۹۱–۱۹۹۳               |
| ۱۱   | هلیارد کاکس        | مه ۱۹۹۳–۱۹۹۵            |
| (۱۰) | جورج رقص           | ۱۹۹۵–۱۹۹۶               |
| ۱۲   | ونسان پولیوت       | ۱۲ مه ۱۹۹۶–۵ آوریل ۱۹۹۷ |
| ۱۳   | رابرت مورس         | ۱۹۹۸–۱۹۹۹               |
| ۱۴   | ژان سرژ بریسون     | ۱۹۹۹ - ۱۸ مه ۲۰۰۸       |
| ۱۵   | دنیس یانگ          | ۱۸ مه ۲۰۰۸ - مه ۲۰۱۱    |
| ۱۶   | کاترینا چونه       | مه ۲۰۱۱ - مه ۲۰۱۴       |
| ۱۷   | تیم مون            | مه ۲۰۱۴-اکنون           |